# Guévarisme

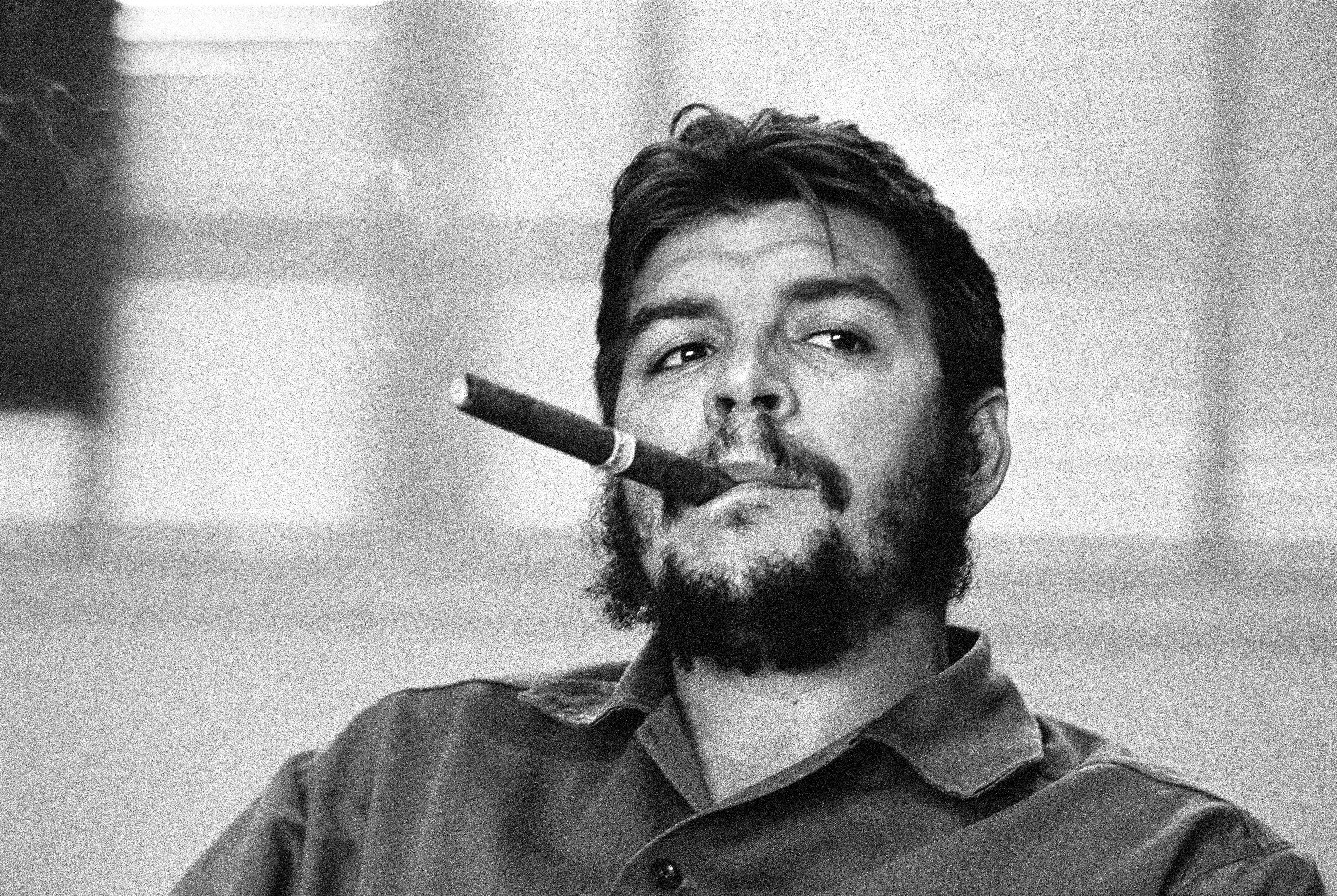
Ernesto "Che" Guevara fumant un cigare à La Havane, Cuba, 1963.

Le guévarisme est une doctrine politique issue du marxisme inspirée par les pensées et les écrits du révolutionnaire et homme politique argentino-cubain Ernesto « Che » Guevara.

## Aspect socio-politique
Selon Che Guevara, l'État n'est que le résultat du travail de tous les citoyens, unis dans l'objectif de créer une société fondée sur l'égalité et la solidarité.

## Économie
Sur le plan de l'économie, Che Guevara ne s'écarte pas beaucoup des idées de Karl Marx, ajoutant à ses idéaux fondamentaux purement guévaristes deux principes : 
- le  Trabajo volontario (travail volontaire), l'idée de Che Guevara est de mettre en place le travail dominical volontaire dans le but d'accélérer la reconstruction du pays après la révolution;
- El Hombre nuevo (L'homme nouveau), La révolution devait selon lui également s'accomplir au niveau individuel par la création d'un « homme nouveau ». L'individu de la société révolutionnaire doit chercher une récompense morale (solidarité et bien commun) et non matérielle. Pour lui, seule la récompense morale permet d'accéder au bonheur, la récompense matérielle étant l'apanage du capitalisme. Rechercher la récompense matérielle comme c'était le cas en Union soviétique verrait l'échec de la révolution communiste. Le travail volontaire pour la communauté en plus de celui réalisé pour subvenir à ses besoins était un exemple des actions que devait entreprendre cet homme nouveau. Il permettait également aux dirigeants de rester en contact avec les réalités de la population[1].

A la différence de la plupart des marxistes-léninistes, dont Mao et Staline, Che Guevara ne considère pas que le socialisme doit nécessairement reposer sur la loi de la valeur telle que définie par Karl Marx pour analyser les sociétés capitalistes. Il considère néanmoins que, dans le socialisme, c'est-à-dire  la phase inférieure selon le schéma marxiste, la monnaie doit être conservée pour mesurer la rentabilité des entreprises et la comptabilité nationale, et que l'existence de salaires inégaux entre travailleurs (par des stimulants matériels notamment) est justifiée, ce qui fait que cette loi est en réalité conservée du fait de l'existence de valeurs d'échange entre marchandises.

## Aspect révolutionnaire
L'aspect le plus important dans sa théorie est sans doute sa pensée révolutionnaire : Che Guevara pense que le guévarisme peut libérer les pays du tiers monde de l'impérialisme américain, comme il le dit lui-même.
Selon Che Guevara, les frontières de l'Amérique latine étaient artificielles et représentaient un frein pour lutter contre l’impérialisme américain. 
« nous croyons, et depuis ce voyage encore plus fermement qu’avant, que la division de l’Amérique latine en nationalités incertaines et illusoires est complètement factice. Nous sommes une seule race métissée, qui depuis le Mexique jusqu’au détroit de Magellan présente des similarités ethnographiques notables. »
Pour lui, la révolution était mondiale, elle était une lutte totale contre l'impérialisme. Dans ce contexte, la solidarité mondiale était l’élément le plus important pour un monde meilleur.
« Surtout, soyez toujours capables de ressentir au plus profond de votre cœur n'importe quelle injustice commise contre n'importe qui, où que ce soit dans le monde. C'est la plus belle qualité d'un révolutionnaire. »